# Роберт Гіффен
Роберт Гіффен (англ. Sir Robert Giffen, 22 липня 1837, Стратхейвен, Ланаркшир — 12 квітня 1910, Форт-Огастус, Шотландія) — британський статистик та економіст; автор теорії Гіффенівського блага.

## Біографія
Гіффен народився в Стратхейвені, Ланаркшир. Почавши свою кар'єру в конторі повіреного в Глазго, він відвідував курси в університеті і занурився в журналістику. Після роботи в The Journal of Arthur Stirling, він переїхав до Лондона в 1862 році, де приєднався до колективу Globe[прояснити]. Також він допомагав Джону Морлі, коли останній редагував The Fortnightly Review. У 1868 році він починає працювати в редакції відомого журналу The Economist на посаді помічника редактора Волтера Беджета; він також працював міським редактором Daily News у 1873 році та пізніше – у The Times.
Його репутація фінансового журналіста та експерта зі статистики, заслужена в ці роки, привела до його призначення в 1876 році головою статистичного відділу в Раді торгівлі. Згодом він став помічником секретаря (1882) і генеральним контролером (1892).
Гіффен був президентом Королівського статистичного товариства (1882—1884). У 1891 році він став кавалером  Орден Лазні. У 1892 році він був обраний членом Лондонського королівського товариства, а в 1894 році отримав медаль Гая (золоту) від RSS. У 1897 році він став членом Шведської королівської академії наук.
Роберт Гіффен активно брав участь у суспільних дискусіях щодо фінансів та оподаткування і мав великий авторитет і практичний досвід в цих питаннях. Він раптово помер у Форт-Огастусі, Шотландія, 12 квітня 1910 року.

## Науковий внесок
Роберт Гіффен встановив, що під час голоду в Ірландії у XIX столітті, попит на картоплю значно зріс при тому, що і ціна на неї також мала тенденцію до зростання, що суперечило закону попиту. Цю парадоксальну з економічної точки зору ситуацію він пояснив тим, що картопля була основним продуктом харчування для ірландських бідняків і, порівняно з іншими продуктами, її ціна залишалася впродовж тривалого часу відносно низькою.
Поняття «товар Гіффена» було запроваджене в науковий лексикон на честь Роберта Гіффена Альфредом Маршаллом. У своїй праці «Принципи економіки» (англ. "Principles of Economics"), опублікованій у 1895 році, Маршалл детальніше описав економічне явище, зафікосоване Гіффеном. Бідні люди збільшували свої витрати на хліб у разі зростання цін на нього. У XIX столітті хліб був основним продуктом харчування для багатьох бідних сімей, і коли ціни на нього зростали, ці сім'ї витрачали більшу частину свого доходу на хліб, залишаючи менше грошей на інші товари.

## Парадокс Гіффена
Товар Гіффена  — це той товар, попит на який зростає, при тому, що його ціна зростає також, що суперечить звичайному закону попиту. Зазвичай, коли ціна товару зростає, споживачі купляють менше. Проте, у випадку з товарами Гіффена, зростання цін на них призводить до зростання попиту через відсутність дешевшого товару замінника. Цей феномен спостерігається під час будь-яких криз, таких як катастрофи, природні лиха, епідемії, фінансові кризи, перевороти, війни, неврожаї та інші негаразди.

## Товари Гіффена та їх характеристики
Існує кілька причин, через які товар може виявитися товаром Гіффена. Одна з них полягає в тому, що товар може бути критично необхідним для споживачів. Це означає, що товар є основою їхнього виживання, і вони будуть придбавати його, навіть якщо його ціна підніметься. Ще одна причина полягає в тому, що товар може бути низької якості. Це означає, що товар може бути не надто якісним, але він доступний за невелику ціну, і споживачі будуть придбавати його, якщо не зможуть собі дозволити кращий товар.

### Ознаки
Основні ознаки товарів Гіффена:
- товар має бути неякісним в уявленні споживача;
- частка витрат на цей товар має бути значною;
- товари мають порівняно невисоку вартість;
- це товари повсякденного попиту;
- споживачі даного товару — люди з низьким та середнім доходом.

### Математична модель ефекту Гіффена
Задано прибуток споживача {\displaystyle S}. При цінах на товари {\displaystyle p_{1},\,p_{2},\,...,\,p_{n}} споживач вибирає споживання {\displaystyle c_{1},\,c_{2},\,...,\,c_{n}} відповідно до якихось критеріїв. Якщо у якогось товару {\displaystyle i} при заданих {\displaystyle S,\,p_{1}...p_{n}} буде {\displaystyle {\frac {\partial c_{i}}{\partial p_{i}}}>0}, цей товар і буде товаром Гіффена.